# Chromozentrum

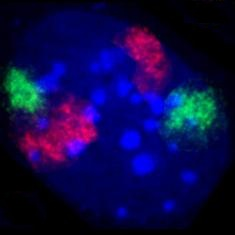
Zellkern eines Maus-Fibroblasten. Durch Fluoreszenz-in-situ-Hybridisierung wurden zwei Chromosomenpaare angefärbt. Die DNA-Gegenfärbung mit DAPI in blau zeigt deutliche Chromozentren.

Chromozentren (auch: Chromocentren) sind Chromatin-Strukturen in den Zellkernen mancher Eukaryoten, die sich durch DNA-Farbstoffe besonders stark anfärben lassen. Chromozentren werden unter Beteiligung von Satelliten-DNA durch das Aneinanderlagern der Centromere von mehreren Chromosomen gebildet, z. B. in Spermatozoen. Chromozentren gehören zum konstitutiven Heterochromatin.
Besonders ausgeprägte Chromozentren liegen bei Mauszellen (Mus musculus) vor, während menschliche Zellen meist keine Chromozentren aufweisen.
Der Begriff geht zurück auf die italienische Plural-Form „cromocentri“ in einer Arbeit von 1908 von P. Baccarini, der Zellen des Malteserschwamms untersuchte.